# سرگئی پولوشکاک
سرگئی پولوشکاک (روسی: Сергей Полусмяк؛ زادهٔ) آهنگساز، و نوازنده پیانو اهل اوکراین است.